# S.S. Juve Stabia
Società Sportiva Juve Stabia là một câu lạc bộ bóng đá Ý có trụ sở tại Castellammare di Stabia, Campania.
Juve Stabia sẽ chơi ở Serie B, giải hạng hai của hệ thống bóng đá Ý, sau khi họ thăng hạng trước mùa giải 2024-25.

## Cầu thủ

### Đội hình hiện tại
Tính đến ngày 1/2/2024
Ghi chú: Quốc kỳ chỉ đội tuyển quốc gia được xác định rõ trong điều lệ tư cách FIFA. Các cầu thủ có thể giữ hơn một quốc tịch ngoài FIFA.
| Số | VT | Quốc gia | Cầu thủ                             |
| -- | -- | -------- | ----------------------------------- |
| 1  | TM | Ý        | Alessandro Signorini                |
| 3  | HV | Ý        | Alessandro La Rosa                  |
| 6  | HV | Ý        | Marco Bellich                       |
| 7  | TĐ | Ý        | Federico Romeo                      |
| 8  | TV | Ý        | Davide Buglio                       |
| 9  | TĐ | Ý        | Andrea Adorante (mượn từ Triestina) |
| 10 | TV | Ý        | Christian Pierobon                  |
| 11 | TĐ | Ý        | Kevin Piscopo                       |
| 13 | HV | Ý        | Matteo Baldi                        |
| 14 | TV | Ý        | Marco Meli                          |
| 17 | TĐ | Ý        | Mariano Guarracino                  |
| 18 | TĐ | Ý        | Ottavio Garau (mượn từ Ternana)     |
| 19 | HV | Ý        | Daniele Mignanelli                  |
| 20 | TM | Sénégal  | Demba Thiam (mượn từ SPAL)          |
| 21 | HV | Ý        | Matteo Bachini                      |

| Số | VT | Quốc gia | Cầu thủ                              |
| -- | -- | -------- | ------------------------------------ |
| 23 | HV | Ý        | Francesco Folino (mượn từ Carrarese) |
| 25 | TV | Ý        | Alberto Gerbo Bản mẫu:Captain        |
| 26 | HV | Ý        | Francesco D'Amore                    |
| 27 | TĐ | Ý        | Leonardo Candellone                  |
| 28 | HV | Ý        | Cristian Andreoni                    |
| 32 | TM | Ý        | Matteo Esposito                      |
| 33 | TV | Ý        | Bilal Erradi                         |
| 44 | HV | Ý        | Michele Picardi                      |
| 55 | TV | Ý        | Giuseppe Leone                       |
| 61 | TV | Ý        | Gennaro Ruggiero                     |
| 70 | TĐ | Ý        | Pasquale Marranzino (mượn từ Napoli) |
| 91 | HV | Ý        | Luca Stanga (mượn từ Lecco)          |
| 98 | TV | Ý        | Nicola Mosti (mượn từ Modena)        |
| 99 | TĐ | Ý        | Enrico Piovanello                    |